# Bauhinia brevicalyx
Bauhinia brevicalyx är en ärtväxtart som beskrevs av Du Puy och Raymond Rabevohitra. Bauhinia brevicalyx ingår i släktet Bauhinia och familjen ärtväxter. Inga underarter finns listade i Catalogue of Life.